# Torre de la Pobla del Bellestar
La Masía Fortificada de Puebla de Ballester, tal y como viene denominada en la ficha BIC de la Dirección General del patrimonio Cultural de la Generalidad Valenciana, también conocida como Torre de Puebla de Bellestar, es un edificio agrícola y residencial fortificado, situado en la población conocida como “Pobla de Bellestar”, o aldea de la Puebla de San Miguel de Villafranca del Cid (casi en el límite con la provincia de Teruel), que antiguamente era conocida como “Riu de les Truites” la cual dependía del vecino Castillo de Mallo, la cual constituyó el primer asentamiento poblacional de Villafranca del Cid, cuya carta puebla fue otorgada por Don Blasco de Alagón, en la comarca del Alto Maestrazgo.
Está declarada de forma genérica Bien de Interés Cultural, presentando anotación ministerial R-I-51-0012251 del 16 de febrero de 2009.

## Historia
Dispersas por el término municipal de Villafranca del Cid existen una gran cantidad de masías fortificadas. Se considera que una de las razones de su existencia y número se debe a que la zona de Villafranca del Cid no contaba con un castillo que permitiera a los agricultores diseminados por la zona, refugiarse en caso de peligro. Si tenemos en cuenta que esta zona ha estado involucrada en todos los conflictos bélicos, desde la reconquista a la guerra del 36, (Guerra de Sucesión, Guerra de Independencia, Guerras Carlistas, disputas con la vecina Morella…), puede entenderse la necesidad de crear espacios fortificados cerca de los núcleos agrícolas en donde se concentraba cierto número de población que vivía de las explotaciones agrarias del altiplano en el que se situaban.
El núcleo poblacional se organizaba alrededor de la plaza donde se ubican la conocida hoy como ermita de San Miguel, y que en su época fue la iglesia de reconquista que disponía el núcleo poblacional; la escuela y el antiguo molino medieval. Esta población era propiedad y lugar de residencia de la familia Brusca, que representaba a uno de los linajes más antiguos de la zona, hecho constatable en la documentación sobre esta familia que puede encontrase en el archivo de Vinaroz. En la localidad se ubicó en época medieval, una aduana, debida a su cercanía con la provincia de Teruel, siendo la frontera el río Truites (que ahora está seco), y el paso fronterizo el cruce del puente, por el que se cobraba.

## Descripción
La torre se encuentra muy próxima al puente gótico, de un solo arco apuntado, del siglo XIII, sobre el río de las Truchas.
Arquitectónicamente, la torre sigue la tipología común en la zona: presenta planta rectangular, con muros de fábrica de mampostería, reforzados en las esquinas de sillarejo; techo inclinado y a un agua, acabado en teja árabe, aunque con dos alturas diferentes, en ambas presenta en sus esquinas remates almenados. Su altura es de unos catorce metros. Su carácter defensivo queda demostrado en la presencia en algunas de sus fachadas de una serie de aspilleras. En la planta baja de la torre destaca la presencia de una bonita bóveda de cañón, de ascendencia románica.
Actualmente está en uso como vivienda particular.